# Mario Carrillo Inchaústegui
Mario Alberto Carrillo Inchaústegui (Pinotepa Nacional, Oaxaca, 17 de octubre de 1963) es un productor y cantante mexicano, hijo del cantautor oaxaqueño Álvaro Carrillo, en su repertorio interpreta las composiciones que dejó su padre haciendo una fusión de bolero, chilena, jazz, rock y pop, actualmente es conocido como el heredero musical de Álvaro Carrillo.

## Biografía
Mario Carrillo Inchaústegui, nació en la ciudad de Santiago Pinotepa Nacional un 17 de octubre de 1963, es hijo del extinto cantautor mexicano Álvaro Carrillo y Ana María Inchaústegui , tras la muerte de sus padres quedó al cuidado de sus tíos y tras la influencia musical que su padre había marcado en él decide comenzar su formación musical estudiando canto y guitarra clásica en la Ciudad de México, posteriormente ingresó al  Conservatorio nacional de música de México donde culminó sus estudios musicales, fue hasta el año 2004 que decidió lanzar un álbum grabado de forma independiente titulado Con sabor a mi padre, en el cual incluyó todas la composiciones que dieran fama a Álvaro Carrillo haciendo una mezcla de ritmos como bolero, chilena y pop enfocando este material hacia un público más joven de manera que lograra llamar su atención al incluir sonidos modernos, con este disco obtuvo diversos reconocimientos en México y Estados Unidos. Mario Carrillo ha logrado presentarse en diversos escenarios de México y el mundo en países como Alemania, Austria, España, Colombia y Puerto Rico llevando la música de Álvaro Carrillo, también ha tenido participaciones en proyectos de artistas como: Alejandra Robles, Héctor Infanzón, Geo Meneses, Olinka y Susana Harp, tras una temporada fuera de los escenarios actualmente se encuentra preparando lo que será su próxima producción discográfica que se espera que salga a la venta a finales de 2012.

## Discografía

### Álbumes de estudio
- 2002- Cancionero
- 2000- Con sabor a mi padre

### Álbumes en vivo
- 2000- Con sabor a mi padre (en vivo)

## Estilo y concepto musical
El estilo de Mario Carrillo va desde el bolero, la trova, el rock, música mexicana, jazz, pop hasta la chilena que da un sonido de carácter tropical que complementa la sonoridad de los ritmos de las costas de Oaxaca y Guerrero.